# Orchestra Filarmonica di Nagoya
L'Orchestra Filarmonica di Nagoya (名古屋フィルハーモニー交響楽団?, Nagoya Firuhāmonī Kōkyō Gakudan) è un'orchestra sinfonica con sede a Nagoya, in Giappone, fondata nel 1966. L'orchestra organizza concerti principalmente presso la sala concerti del Teatro delle Arti Prefetturali di Aichi e il Centro dell'Università Chukyo per la Cultura e le Arti Aurora Hall.

## Storia
L'orchestra diede il suo primo concerto in abbonamento nell'ottobre 1967. Nel 1971 Hiroyuki Iwaki divenne il primo direttore musicale generale dell'orchestra, con un incarico parallelo a Yoshikazu Fukumura come "direttore d'orchestra permanente". Questa duplice disposizione di direttori continuò fino al mandato di Yuzo Toyama come direttore musicale generale e direttore d'orchestra permanente dal 1981 al 1987, unico direttore nella storia dell'orchestra con entrambi i titoli. Durante il mandato di Ken-Ichiro Kobayashi, il titolo di Direttore Musicale Generale fu cambiato in Direttore Musicale, a partire dal 2001. Il titolo di direttore d'orchestra permanente fu interrotto e fu istituito il posto di direttore principale, a partire da Ryusuke Numajiri nel 2003.
L'attuale direttore principale dell'orchestra è Martyn Brabbins, che è stato nominato alla carica nel dicembre 2011 e ha assunto ufficialmente la direzione principale con la stagione 2013-2014. Thierry Fischer, direttore principale da aprile 2008 a febbraio 2011, ha ora il titolo di direttore ospite onorario. Direttore d'orchestra dell'orchestra dal 1993 è Moshe Atzmon, che è stato direttore permanente dal 1987 al 1993. Kobayashi ha ottenuto il titolo di direttore d'orchestra dal 2003. Dall'ottobre 2013, l'orchestra ha Masahiko Enkoji come direttore residente e Kentaro Kawase come direttore.

## Direttori musicali generali/Direttori musicali
- Hiroyuki Iwaki (1971-1974)
- Tadashi Mori (1974-1980)
- Yuzo Toyama (1981-1987)
- Ken-Ichiro Kobayashi (Direttore musicale generale, 1998-2001; Direttore musicale, 2001-2003)

## Direttori d'orchestra
- Kenichi Kiyota (1966-1973)
- Hiroyuki Iwaki (1971-1973)
- Yoshikazu Fukumura (1971-1974)
- Toshio Ukai (1972)
- Tadahi Mori (1974-1980)
- Shunji Aratani (1974-1980)
- Yuzo Toyama (1981-1987)
- Taizo Takemoto (1981-1983)
- Jyunichi Hirokami (1983-1984)
- Kenichiro Kobayashi (1984- )
- Kouki Tezuka (1984-1989)
- Moshe Atzmon (1987-1993)
- Taijiro Iimori (1993-1998)
- Ryusuke Numajiri (2003-2006)
- Thierry Fischer (2008-2011)
- Masahiko Enkoji (2011- )
- Martyn Brabbins (2013-2016)
- Kazuhiro Koizumi (2016- )